# Claude Vallois (chanteur)
Pour les articles homonymes, voir Vallois (homonymie).
Claude Vallois est un chanteur, musicien et compositeur français, notamment connu pour avoir interprété plusieurs génériques de télévision.

## Biographie
À partir de 1977, il crée, avec Denis Desrouvres (alias Didier Miles) producteur financier, le groupe Five Letters. Ensemble, ils sortirent 8 singles et 4 albums entre 1977 et 1990. Leurs chansons sont principalement en anglais et leur musique originale mêle saxophone, violons et synthétiseur.
Leur titre Ma Keen Dawn est cependant le seul qui remporte un énorme succès[réf. nécessaire].
Claude Vallois sort ensuite quelques singles en français en solo dont :
- Le diable m'a poussé du coude (1973)
- Pas raisonnable (1974)
- Tout le monde est poète (1975)
- La route qui me mènera vers toi (1976)
- Elle, je voudrais que ce soit elle (1976)
- Je ne suis qu'un voyageur (1977)
- On a noyé la mer (1978)
- Je vous aime... vous (1981)
- Blues mélodie (1985)
- There is no lézard (1989)
- To be comme ça (etcetera etcetera), sous le pseudo Toby (Scorpio Music)

Arrangeur (avec Hervé Roy) des albums Amosphère 1 et Atmosphère 2 du chanteur Danyel Gérard (1970) contenant le titre Butterfly, il accompagne au piano Danyel Gérard dans le monde entier pendant 2 ans. Parallèlement il compose et arrange les premiers 45 tours d'Alain Souchon (Je suis un voyageur, Un coin de solitude, Qu'est ce qu'ils ont les hommes ?, Léocadia, Partir, Londres sur Tamise...) sans rencontrer le succès que Souchon va connaître en collaborant avec Laurent Voulzy chez RCA.
Il fonde son premier groupe en 1972, Aquavitae, produit par Jean-François Michaël chez AZ (Love, Oh Maria, Softly as I love you, Sunday morning samson).
Parallèlement à ses enregistrements discographiques (Bernard Sauvat, Guy Mardel, Bejo, Casino Royal, Dobat, Five Letters, Nicolas Peyrac (album Fait beau chez toi) il accompagne sur scène : Stone et Charden (1972-1974), Yves Lecoq (1974-1975), Daniel Guichard et Nicole Rieu (1976-1977) Nicolas Peyrac et Dave (1978-1980).
- 1982 : Don't believe in this time (JudyKael) Lederman music, Ca danse, boite à musique pour la chanteuse Katia
- 1983 : On s'écrivait Annie, Les yeux plus grands que le cœur, (Alain Turban)
- 1984 : Le single Viva la Libertad,  Giogio Faelli, I tell you Mama,  CV Sounds
- 1985 : Mourir en toi Georges Chelon, Entre sa femme et moi Patricia Lavila
- 1986 : album Joël Bats (poèmes mis en musique) Soli solitude, Gros escargot
- 1987 : La lucarne d'Amilcar série TV M6, Diguid'up, Mizfits (duo avec Judy Kaêl) générique TV Globo Brasil,
- 1988 : Pourquoi pas moi Kim Otero (Tréma), Il est venu pour les vacances Patrick Topaloff

### Interprète de génériques
En 1988, il interprète, à partir de la saison 6, la seconde version (la seule commercialisée en 45 tours puis en CD) du générique français de la série Côte Ouest. Il s'agit d'une version étendue par rapport à celle des premières saisons (qui était interprétée par un autre chanteur et qui n'a pas été commercialisée). Sous le pseudonyme de Harry Steeple, Claude Vallois a co-composé (avec Haim Saban) la musique instrumentale Summer Love, face B du 45 tours du générique français de Côte Ouest (disque Adès sorti en 1988).
Puis aux côtés de Jean Chalopin et les Productions Saban, il se spécialise dans les génériques et chansons de séries et dessins animés pour enfants. Notamment :
- Beetleborgs
- Sylvanian Families
- Le Cygne et la Princesse
- Michel Vaillant
- Samouraï Pizza Cats
- les Diplodo
- La Vie des Botes
- Mighty Morphin Power Rangers (saison 1) (cd 2 titres uniquement)
- Power Rangers (saisons 5 à 11)
- Tortues Ninja : La Nouvelle Génération
- Achille Talon
- Digimon
- Sonic X
- Super Mario Bros.
- Le prince et la sirène
- Robert est dans la bouteille

De 1984 à 1998, il fait partie des équipes de football « Polymusclés » et « Globe -Trotters » (anciens professionnels, artistes et présentateurs TV). En 1991, pour valoriser les champions et le sport pétanque, il fonde le Star Masters Pétanque Club, club d'avant garde avec le parrainage d'autres personnalités (Alain Souchon, Herbert Léonard, Henri Michel, Joël Bats).